# Come d'incanto

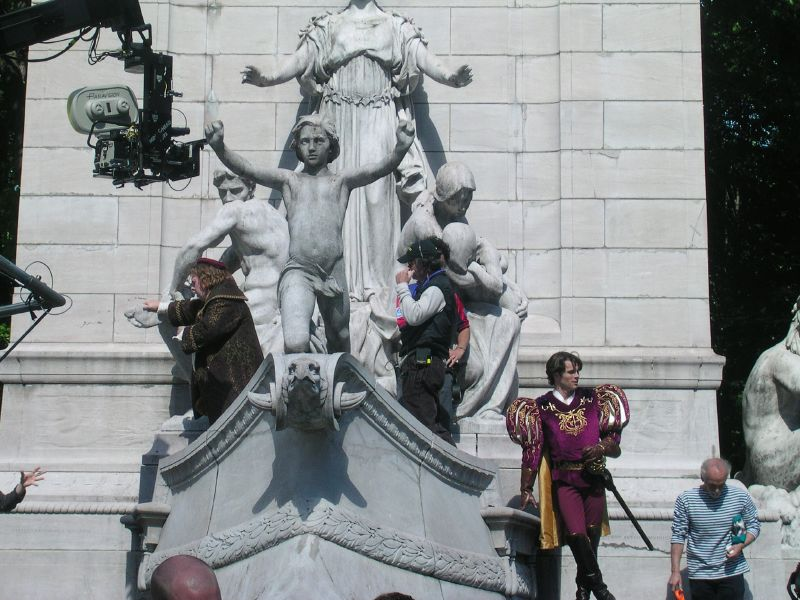
Immagine durante la lavorazione del film

Come d'incanto (Enchanted) è un film in tecnica mista del 2007 diretto da Kevin Lima e prodotto dalla Walt Disney Pictures.

## Trama
Nel magico regno animato di Andalasia, la giovane e spensierata Giselle sogna di incontrare un uomo con cui scambiare il bacio del vero amore. Un giorno quest'ultima conosce Edward, il principe di Andalasia: i due si innamorano e decidono di sposarsi il giorno dopo. La regina Narissa, matrigna di Edward, teme però che il matrimonio del figliastro comporti per lei la perdita della corona; così, il giorno delle nozze, la donna, che è anche una strega, inganna Giselle e la spedisce attraverso una fontana incantata in un luogo in cui "nessuno vive felice e contento": il mondo reale, per la precisione la città di New York.
In essa, Robert Philip è un disilluso avvocato newyorkese, divorziato e con una figlia di sei anni, Morgan, che sente molto la mancanza della madre. Pur consapevole di ciò, l’uomo vorrebbe che la bambina capisse le difficoltà della vita e non le racconta mai favole non volendo che la figlia provi le stesse delusioni che ha provato lui allo stesso modo; l'avvocato è inoltre in procinto di fare la proposta di matrimonio alla fidanzata Nancy. Mentre stanno rientrando a casa, Robert e Morgan si imbattono in una Giselle alquanto confusa che ha scambiato un cartellone pubblicitario per il castello di Andalasia. L'avvocato decide di ospitare la ragazza, che non tarda a scombussolare le vite di entrambi. Robert è inizialmente infastidito dal candore di Giselle, ma nonostante ciò comincia a essere contagiato dalla fiducia di lei nel potere dell'amore, fino a scoprirsi attratto dalla ragazza, ricambiato. 
Ad Andalasia, intanto, Edward viene avvertito dell'accaduto da Pip, lo scoiattolo striato parlante di Giselle, e si getta nella fontana incantata per salvare l'amata. Narissa, avendo scoperto che la ragazza è ancora viva, gli sguinzaglia dietro il servitore Nathaniel, a cui consegna tre mele avvelenate con cui uccidere la fanciulla. Pip si accorge del doppio gioco dell'uomo, ma non riesce ad avvisare Edward perché, arrivato a New York assieme a lui, perde la capacità di dire parole di senso compiuto ed emette solo squittii. Nathaniel fallisce ogni tentativo di uccidere Giselle, anche a causa dell'interferenza di Pip, mandando su tutte le furie Narissa.
Il principe Edward alla fine riesce a trovare la sua amata; Giselle, però, si accorge di essere cambiata e che l'amore spensierato non è più abbastanza per lei. Così, prima di tornare in Andalasia, chiede a Edward un appuntamento, in modo da conoscersi meglio e fare chiarezza nei propri sentimenti. Il principe non comprende i dubbi di Giselle, ma accetta di accompagnarla ad un ballo che si terrà a New York quella sera, a cui parteciperanno anche Robert e Nancy.
Narissa, esasperata dai fallimenti di Nathaniel, decide di andare lei stessa nel mondo reale per uccidere Giselle. La sera del ballo, sotto mentite spoglie, riesce a far mordere l'ultima mela avvelenata alla ragazza, che piomba così in un sonno eterno da cui potrà essere svegliata solo se le verrà dato il bacio del vero amore. Edward si affretta ad baciarla, ma Giselle si risveglia solo in risposta al bacio di Robert: è lui il vero amore di Giselle. Furiosa e decisa a vendicarsi, Narissa si trasforma in un drago e rapisce Robert; Giselle, come una guerriera armata della spada di Edward e con l'aiuto di Pip, riesce a sconfiggere la malvagia strega che muore precipitando da un grattacielo. Robert e Giselle festeggiano la dipartita della strega Narissa e la vittoria dei sentimenti scambiandosi un bacio.
Edward prova la scarpina della principessa, persa durante la battaglia finale, sul piede di Nancy e questa calza a pennello. I due decideranno di fuggire insieme ad Andalasia.
Qualche tempo dopo, Giselle vive felicemente a New York con Robert e Morgan ed è diventata una stilista di successo; Nathaniel, redento dopo essersi reso conto della malvagità di Narissa, è rimasto anche lui nel mondo reale ed è diventato un famoso scrittore, mestiere che intraprenderà anche Pip ad Andalasia; Edward e Nancy, che nel frattempo si sono innamorati, vanno a vivere ad Andalasia e lì si sposano. Tutti vivranno per sempre felici e contenti.

## Personaggi
- Giselle: giovane e spensierata principessa che cerca il suo amore nel principe Edward ma non appena verrà spedita a New York e conosciuto Robert Philip si innamorerà di quest'ultimo sposandosi alla fine con lui.
- Robert Philip: avvocato divorziato che abita a New York con la figlia Morgan. Quando incontrerà Giselle inizialmente mal sopporta la sua presenza in casa, dandogli ella molti problemi, ma alla fine capirà di esserne innamorato, salvandola dal sonno di cent'anni con un bacio.
- Principe Edward: giovane principe figliastro della regina Narissa e principale interesse amoroso di Giselle. Quando scoprirà che quest'ultima è stata mandata a New York si precipita a salvarla ma non appena capisce che lei ama Robert deciderà di sposarsi con Nancy ad Andalasia.
- Regina Narissa: crudele sovrana di Andalasia e matrigna di Edward. Spedisce Giselle a New York per evitare che le usurpi il trono sposando il figliastro e ordina a Nathaniel di avvelenarla ma verrà fermata e uccisa proprio da Giselle. Nel corso del film metterà in mostra innumerevoli poteri. La Regina, ad esempio, è in grado di cambiare aspetto (vecchina, drago) e può comunicare col mondo degli umani attraverso i liquidi, abilità che le permetterà di restare in contatto con il suo servitore Nathaniel durante il corso della pellicola.
- Nathaniel: scagnozzo della regina Narissa. Inizialmente è incaricato dalla sua padrona di avvelenare Giselle. Il personaggio però prenderà coscienza di stare facendo questo perché soggiogato dall'amore che prova nei confronti della perfida Narissa, quest'ultima non fa altro che manipolarlo e non ha alcuna considerazione per i suoi sentimenti. Nella fase finale si ribellerà nei confronti della donna amata e rivelerà ai protagonisti che è stata lei la causa di tutto ciò. Dopo la morte di Narissa, si lascerà alle spalle Andalasia per rimanere nel mondo reale. Nella sua ultima apparizione lo vedremo ad un firmacopie del suo primo libro "My Royal Pain".
- Pip: scoiattolo striato fedele a Giselle che andrà a salvarla insieme ad Edward a New York. Arrivato lì, però, perderà la capacità di emettere parole di senso compiuto ed emetterà solo squittii (contando il fatto che gli animali non parlano nel mondo reale). Verrà poi catturato da Nathaniel ma durante la battaglia finale Edward lo libererà e Pip aiuterà così Giselle a sconfiggere Narissa. Verso la fine del film tornerà ad Andalasia a riacquistare la capacità di emettere parole. L'esperienza da afono gli sarà propedeutica nella scrittura del suo libro "Silent isn't gold".
- Morgan Philip: piccola figlia di Robert. A differenza del padre si affeziona subito a Giselle convincendo Robert a farla restare. Alla fine diventerà la sua figliastra.
- Nancy Tremaine: fidanzata di Robert, inizialmente è la sua promessa sposa ma alla fine capisce che lui è innamorato di Giselle, e così si fidanza con Edward, che conosce al ballo, trasferendosi infine ad Andalasia.

## Distribuzione
L'uscita nelle sale cinematografiche negli Stati Uniti d'America è stata il 21 novembre 2007, in quelle italiane il 7 dicembre 2007.

### Streaming
Il film è disponibile su Disney+ dal 12 novembre 2021.

### Edizione italiana
La direzione del doppiaggio e i dialoghi italiani sono a cura di Fiamma Izzo per conto della PUMAISdue. La sonorizzazione, invece, venne affidata alla CDC Sefit Group di Via dei Villini. L'adattamento delle canzoni e la direzione musicale sono stati affidati, rispettivamente, a Lorena Brancucci e ad Ermavilo.

## Colonna sonora
Nella versione italiana, le canzoni sono eseguite dalla cantante genovese Giulia Ottonello, già interprete di musical come Cantando sotto la pioggia, Cats e Squali. La versione in italiano della canzone Ever Ever After è intitolata Splende sempre il sole.

### Tracce
1. Il bacio del vero amore
2. Lavorando insieme
3. Dille che l'ami
4. Così vicini (interpretata da Luca Velletri)
5. Splende sempre il sole
6. Andalasia
7. Nel bene
8. L'addio di Robert
9. Nathaniel e Pip
10. La ricerca del principe Edward
11. Le ragazze fanno shopping
12. Arriva Narissa
13. La fine della favola
14. Suite Come d'incanto
15. That's Amore (interpretata da James Marsden)
16. Ever Ever After (interpretata da Carrie Underwood)

## Accoglienza

### Incassi
Il film ha avuto un enorme successo di pubblico. Ha guadagnato nel mondo circa 340 milioni di dollari. In Italia la pellicola Disney ha incassato 6.875.191 euro circa, e nel primo fine settimana di programmazione 2.244.799 di euro circa.

### Critica
Il film è stato acclamato dalla critica. Su Rotten Tomatoes ha una percentuale del 93%.

## Riconoscimenti
- 2008 - Premio Oscar
  - Candidatura Miglior canzone (Happy Working Song) ad Alan Menken e Stephen Schwartz
  - Candidatura Miglior canzone (So Close) ad Alan Menken e Stephen Schwartz
  - Candidatura Miglior canzone (That's How You Know) ad Alan Menken e Stephen Schwartz
- 2008 - Golden Globe
  - Candidatura Migliore attrice in un film commedia o musicale ad Amy Adams
  - Candidatura Migliore canzone originale (That's How You Know) ad Alan Menken e Stephen Schwartz
- 2007 - Critics' Choice Movie Award
  - Miglior film per la famiglia
  - Candidatura Migliore attrice protagonista ad Amy Adams
  - Candidatura Miglior colonna sonora ad Alan Menken
  - Candidatura Miglior canzone (That's How You Know) ad Amy Adams
- 2009 - Grammy Award
  - Candidatura Miglior canzone (Ever Ever After) ad Alan Menken e Stephen Schwartz
  - Candidatura Miglior canzone (That's How You Know) ad Alan Menken e Stephen Schwartz
- 2008 - MTV Movie Awards
  - Candidatura Miglior performance femminile ad Amy Adams
  - Candidatura Miglior performance comica ad Amy Adams
  - Candidatura Miglior bacio ad Amy Adams e Patrick Dempsey
- 2007 - Satellite Award
  - Candidatura Miglior attrice in un film commedia o musicale ad Amy Adams
  - Candidatura Migliori effetti visivi a Thomas Schelesny, Matt Jacobs e Tom Gibbons
- 2008 - Saturn Award
  - Miglior film fantasy
  - Miglior attrice protagonista ad Amy Adams
  - Miglior colonna sonora ad Alan Menken
- 2007 - Central Ohio Film Critics Association Awards
  - Candidatura Migliore attrice protagonista ad Amy Adams
- 2008 - Premio Hugo
  - Candidatura Miglior rappresentazione drammatica (forma lunga) a Bill Kelly e Kevin Lima
- 2007 - Phoenix Film Critics Society Awards
  - Miglior film per la famiglia
- 2008 - Teen Choice Awards
  - Candidatura Chick-Flick
  - Candidatura Miglior attore in un film commedia a James Marsden
  - Candidatura Miglior attrice in un film commedia ad Amy Adams
  - Candidatura Miglior cattivo a Susan Sarandon
- 2007 - Visual Effects Society
  - Candidatura Miglior personaggio animato (Pip) a Tom Gibbons, James W. Brown, David Richard Nelson e John Koester
- 2008 - ASCAP Award
  - Top Box Office Films ad Alan Menken e Stephen Schwartz
- 2008 - Artios Award
  - Candidatura Miglior casting per un film commedia a John Papsidera, Marcia Ross e Susan Shopmaker
- 2008 - Golden Trailer Awards
  - Miglior film d'animazione/per la famiglia
- 2008 - Golden Reel Award
  - Candidatura Miglior montaggio sonoro (Colonna sonora) a Kenneth Karman, Jeremy Raub e Joanie Diener
- 2008 - National Movie Awards
  - Candidatura Miglior film musicale
  - Candidatura Miglior performance maschile a Patrick Dempsey
  - Candidatura Miglior performance femminile ad Amy Adams
- 2008 - Young Artist Awards
  - Candidatura Miglior attrice giovane 10 anni o meno a Rachel Covey

## Sequel
Nel dicembre 2020 è stato ufficialmente annunciato che vi sarebbe stato un sequel, e che Amy Adams avrebbe ripreso il ruolo di Giselle. È stato affermato che il film sarebbe uscito sulla piattaforma streaming Disney+.
Più tardi quel mese, Patrick Dempsey ha firmato per tornare nei panni di Robert ed è stato rivelato che la Disney ha assunto Brigette Hales, Richard Lagravenese, Scott Neustadter e Michael H. Weber per lavorare alla sceneggiatura del film.
Nel marzo 2021, Menken ha annunciato che James Marsden e Idina Menzel avrebbero ripreso i rispettivi ruoli.
Il sequel è uscito nel 2022, con il nome Come per disincanto - E vissero infelici e scontenti (Disenchanted), diretto da Adam Shankman.